# باجون (مث)
باجون (بالإنجليزية: Pajonn)‏ في اساطير فنلندا رب الرعد عند اللابيين (فنلندا وشمال اسكندينافيا).